# 닛슈니
닛슈(일본어: 日秀, 덴분 3년(1534년) - 간에이 2년 4월 2일(1625년 5월 26일))는 센고쿠 시대(戦国時代)부터 에도 시대(江戸時代) 초기까지의 여성으로 도요토미 히데요시(豊臣秀吉)의 동복 누나이다. 본명은 도모(とも)로, 어머니는 오만도코로(大政所, 나카仲), 아버지는 기노시타 야에몬(木下弥右衛門)이다. 미요시 요시후사(三好吉房)와 혼인하여 후일 히데요시의 양자들이 되는 히데쓰구(秀次), 히데카쓰(秀勝), 히데야스(秀保) 등을 얻었다. 이키(位記) 상의 공식적인 이름은 도모코(智子)이며 원호는 즈이류인(瑞龍院)이다. 손운니(村雲尼), 닛슈니(日秀尼) 등의 이름으로도 알려져 있다.
아들을 3명이나 낳았지만 모두 본인보다 30년 넘게 일찍 죽었다.